# سد کانگ کراچان

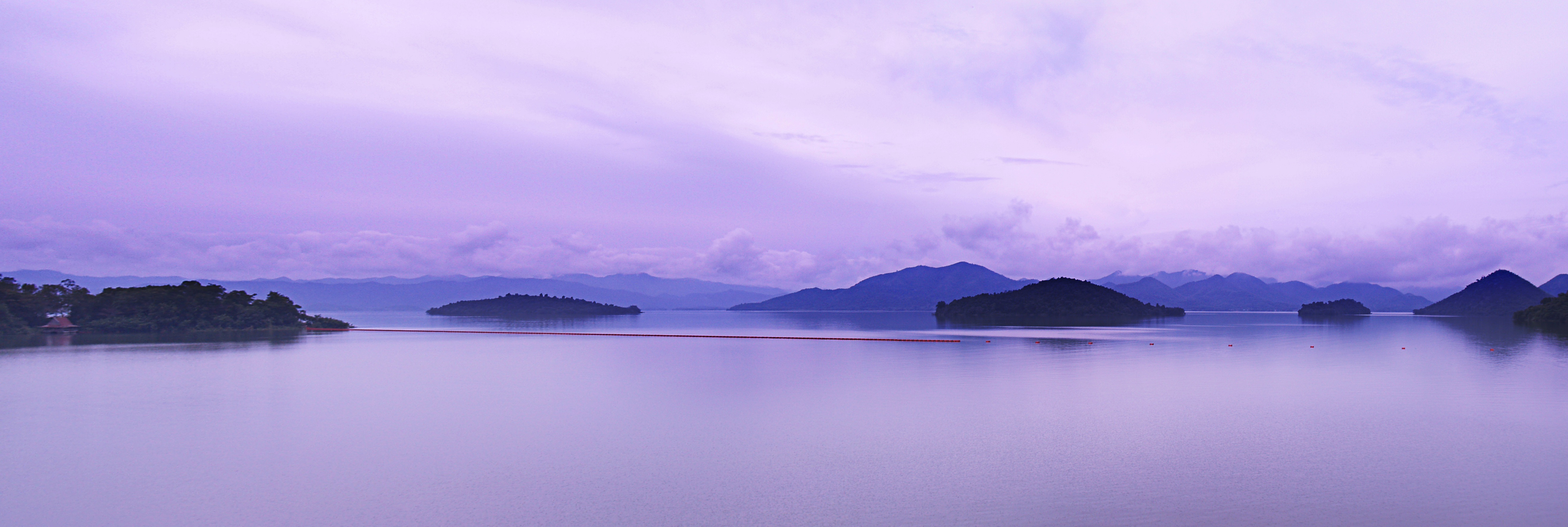
سد کانگ کراچان

سد کانگ کراچان (به لاتین: Kaeng Krachan Dam) یک سد و نیروگاه برقابی در تایلند است که در Kaeng Krachan واقع شده‌است.